# Südtirol (Weinbaugebiet)
| Daten                 | Daten                 |
| --------------------- | --------------------- |
| Weinbaugebiet         | Südtirol              |
| Land                  | Italien               |
| Weinanbau seit        | circa 1000 v. Chr.    |
| Anbaufläche           | 5.400 ha              |
| Ertrag                | 330.000 hl            |
| Anteil Qualitätsweine | 98 %                  |
| Website               | www.suedtirolwein.com |
| Karte                 |                       |
|                       |                       |

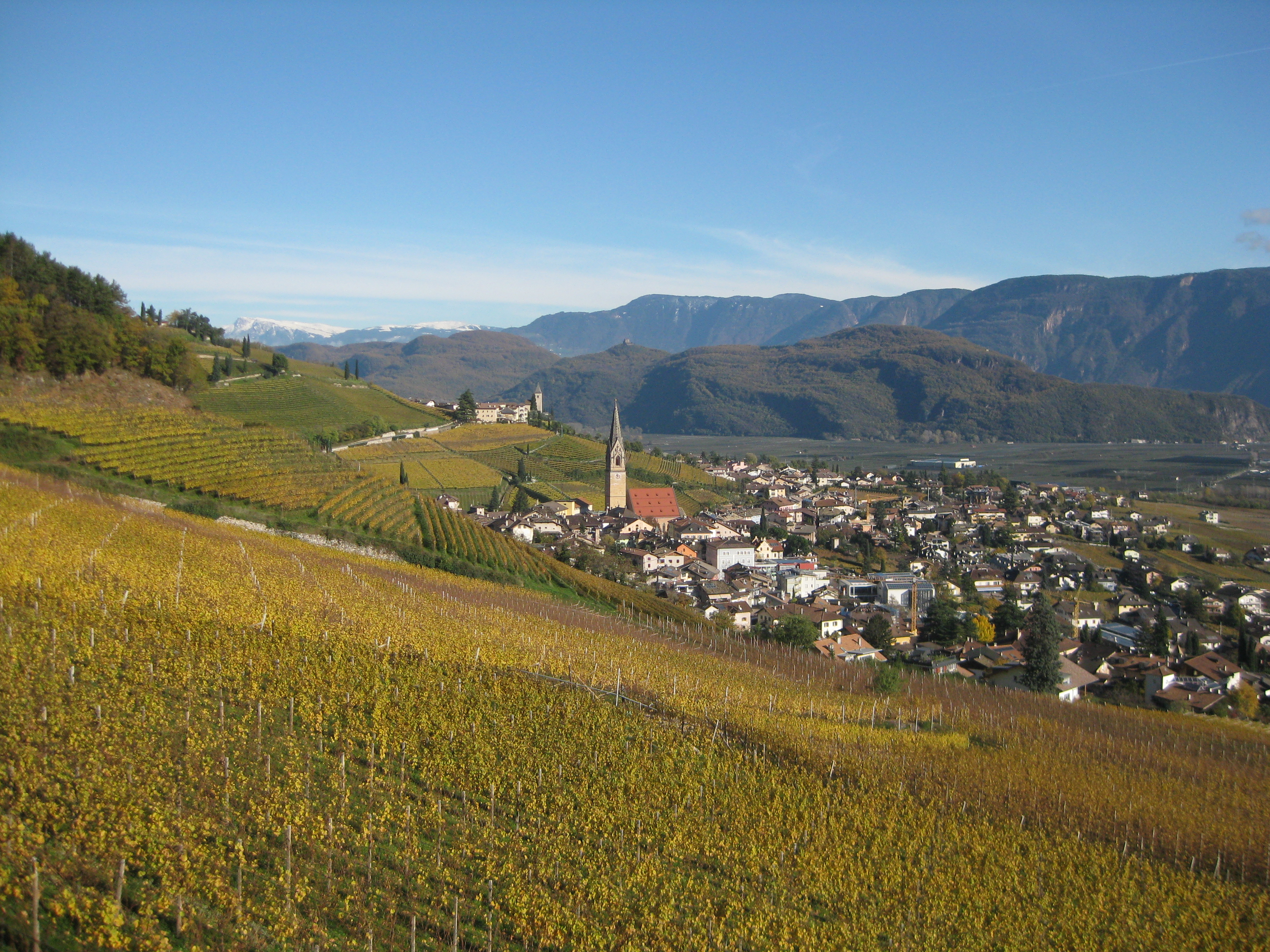
Weinbau bei Tramin im Unterland

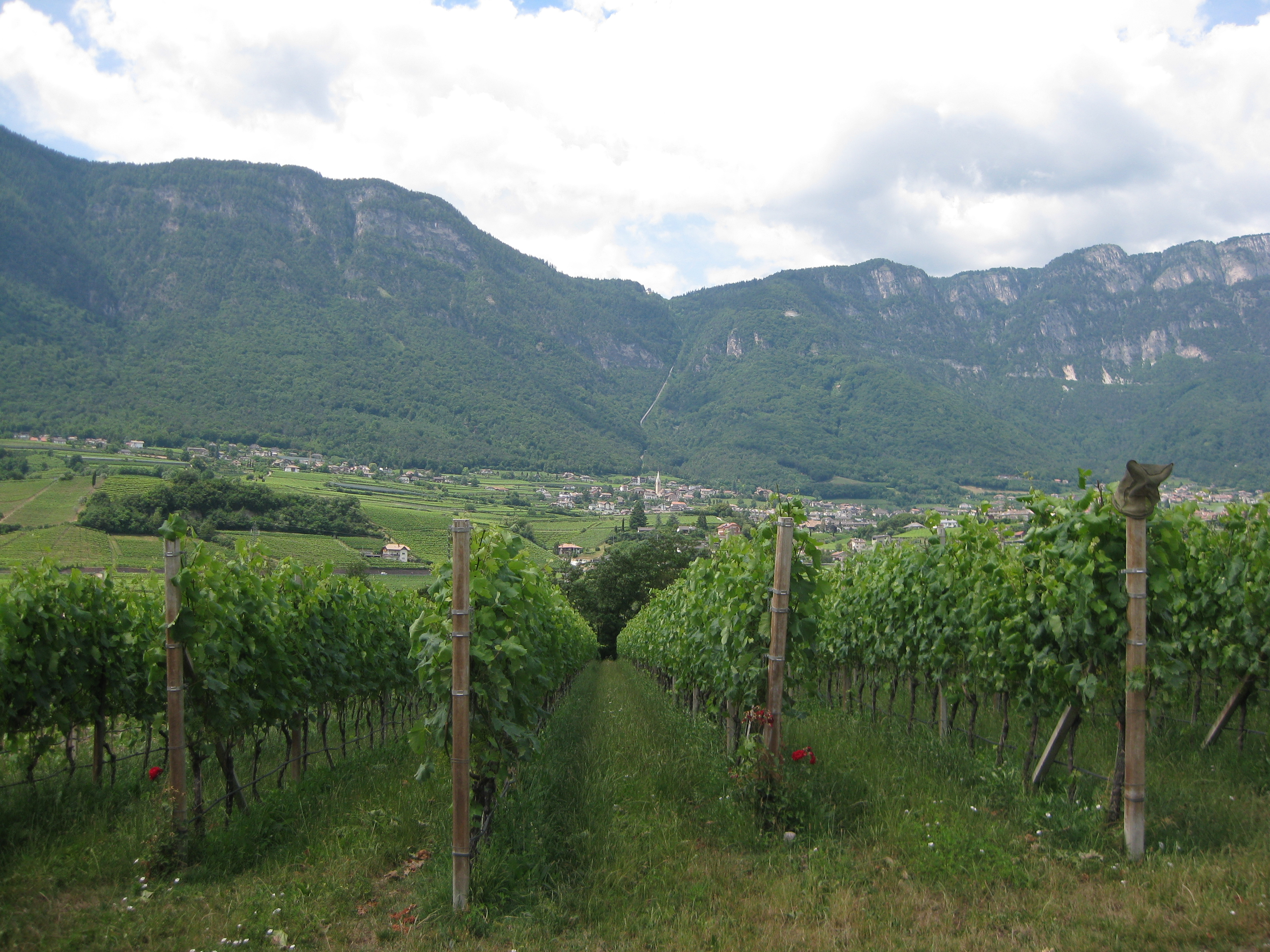
Weinbau bei Kaltern im Überetsch

Rebbau und Weinerzeugung haben in Südtirol eine lange Tradition. Sie lassen sich aufgrund von Indizien bis in vorrömische Zeiten zurückverfolgen. Das in Italien gelegene Weinbaugebiet hat eigene DOC-Bestimmungen.
Die recht unterschiedlichen klimatischen Bedingungen in den einzelnen Anbaugemeinden zusammen mit den stark divergierenden Höhenlagen (200–1000 m) ermöglichen einen vielseitigen Weinbau von zahlreichen roten und weißen Rebsorten. Es gibt zwei autochthone Rebsorten, die in Südtirol kommerziell angebaut werden: Vernatsch und Lagrein. Der weltweit angebaute Gewürztraminer verdankt seinen Namen dem Weindorf Tramin.

## Anbaugebiet
Südtirol ist ein kleines, aber facettenreiches Weinanbaugebiet. Im Jahr 2016 umfasste die gesamte Weinbaufläche 5.400 ha, womit Südtirol zu den kleinsten italienischen Weinbauregionen zählt (etwa 0,7 % der Gesamtfläche). Es wurden 350.000 hl DOC-Wein erzeugt. Viele Südtiroler Lagen sind von relativ milden klimatischen Bedingungen geprägt, welche im Etschtal (Unterland, Überetsch, Bozen, Terlan, Burggrafenamt) bis nach Meran reichen. Der Vinschgau und das Eisacktal sind hingegen etwas rauer. Das Weinbaugebiet beinhaltet Höhenlagen, die von 200 m bis 1000 m Seehöhe reichen.
Südtirol weist eine hohe Dichte an DOC-Weinen, also Weinen mit kontrollierter Ursprungsbezeichnung auf. Die ca. 5.000 Weinbaubetriebe in Südtirol liefern ihre Trauben an ca. 170 Kellereien. Rund 70 % des Südtiroler Weines wird in genossenschaftlich geführten Kellereien gekeltert. Weitere 25 % der jährlichen Weinproduktion kommen aus dem Verband „Südtiroler Weingüter“ und die restlichen 5 % der Südtiroler Weine stellen die „Freien Weinbauern Südtirol“.
Die weißen Rebsorten nehmen rund 60 % der Südtiroler Weinbaufläche ein. Ruländer, Gewürztraminer, Weißburgunder und Chardonnay sind mengenmäßig die am häufigsten angebauten Weißweinsorten in Südtirol. Bei den Rotweinen dominieren neben den beiden autochthonen Rebsorten Vernatsch und Lagrein insbesondere Blauburgunder, Merlot und Cabernet Sauvignon. Rote Sorten nehmen etwa 40 % der gesamten Rebfläche ein.

## Geschichte

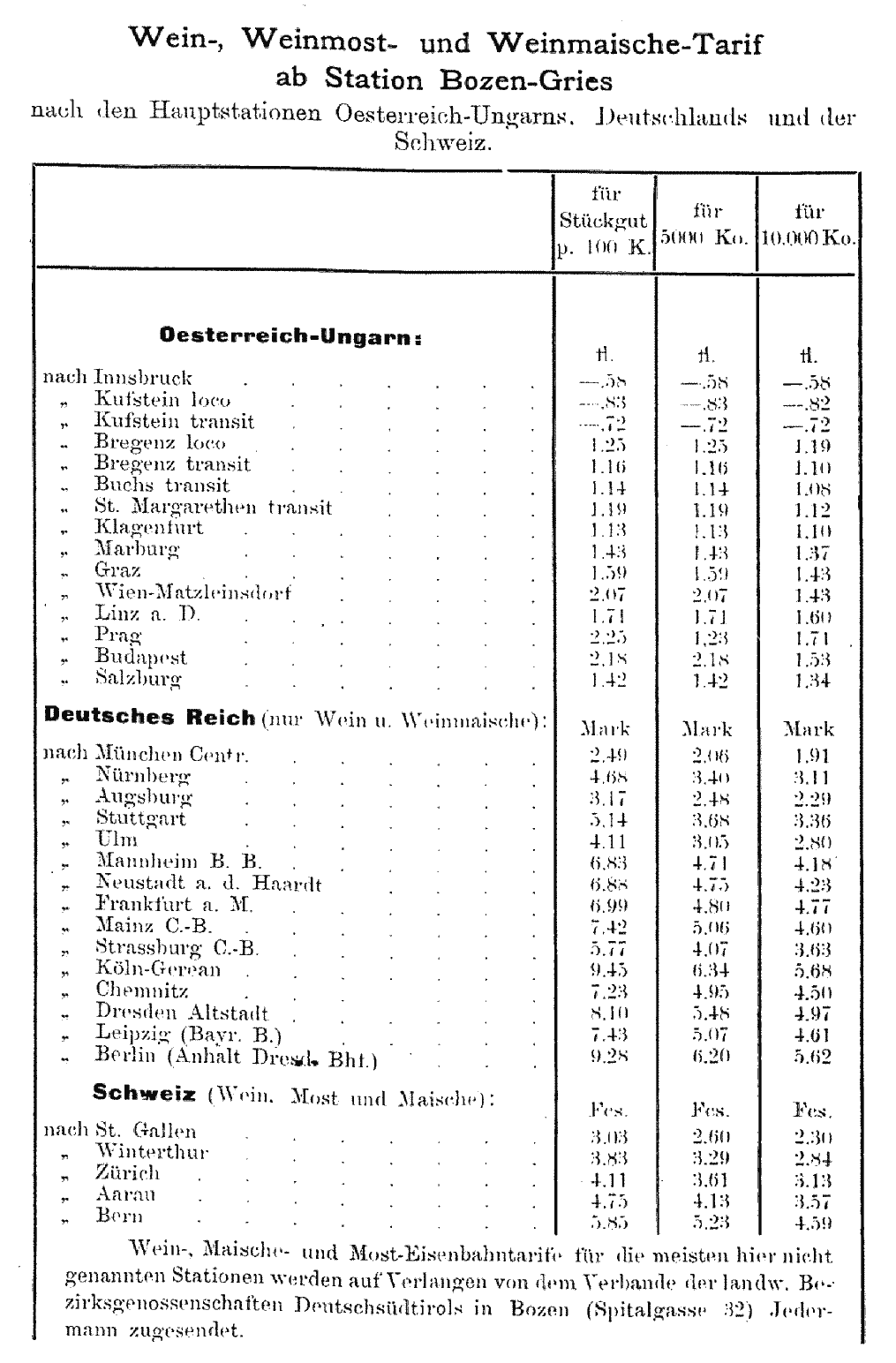
Wein-, Weinmost- und Weinmaischepreise von Bozen-Grieser Sorten in Edmund Machs Fachpublikation Der Weinbau und die Weine Deutschtirols von 1894, S. 59

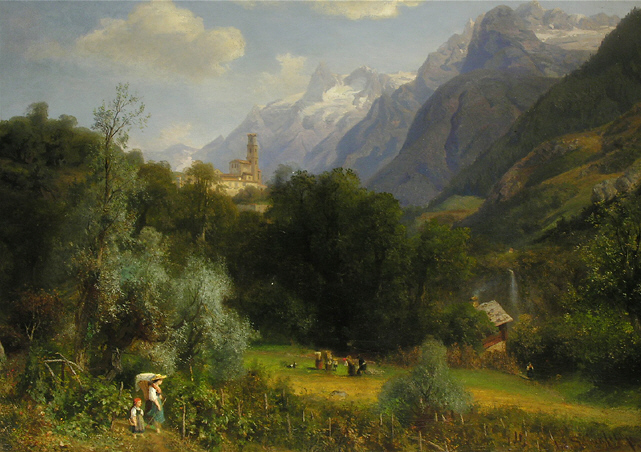
Weinernte in Südtirol, romantisierende Darstellung von Eduard Schoenfeld, 19. Jahrhundert

Funde von Traubensamen aus der Eisenzeit (Stufels bei Brixen) und archäologische Ausgrabungen von ca. 400 v. Chr. lassen auf einen Weinbau schon vor 3000 Jahren schließen. Die ältesten Quellen zum Weinbau im Alpenraum stammen von den Römern über die damaligen Weine aus Rätien. Marcus Porcius Cato hob in seinem Werk De agri cultura den rätischen Wein hervor, noch ehe dieses Gebiet von den Römern erobert wurde. Nach Plinius übernahmen die Römer von den Rätern Weinlagerung und -transport in Holzfässern.
Im Jahre 720 n. Chr. veranlasste Korbinian, erster Bischof von Freising, Weingärten im Burggrafenamt anzulegen. Seit dem 12. Jahrhundert geben Aufzeichnungen von den regen Aktivitäten der süddeutschen Klöster und Adeliger Aufschluss über den Weinbau.
Literarisch wird der Bozner Wein bereits im frühen 13. Jahrhundert von Wolfram von Eschenbach in seinem Willehalm gewürdigt (V. 136,7): „ich het dâ zInsbruke / vil guoten Bôzenære / getrunken für die swære“ (ich habe zu Innsbruck den guten Bozner (Wein) getrunken zur Linderung meines Leids).
Die Einkellerung an Südtiroler Weinhöfen erlebte im endenden Mittelalter und in der Habsburgerzeit (ab 1363) eine Blütephase. Die Tiroler Landesfürsten schützten die heimischen Anbaugebiete und ihre Exportchancen nach Norden durch entsprechende Maßnahmen: Herzog Leopold III. von Habsburg erließ bereits 1372 auf Antrag der auf Weinwirtschaft ausgerichteten Bürgerschaft von Bozen ein Einfuhrverbot für italienische Weine nach Südtirol, die aus Gebieten südlich des Noce und des Avisio („welsche wein vnder des Eveys“) stammen. Diese Abschottungspolitik wurde über Jahrhunderte aufrechterhalten.
Im 20. Jahrhundert gab es mehrere Krisen: zunächst das Auftreten der Reblaus (Phylloxera), dann der Erste Weltkrieg und die Abtrennung von den traditionellen Märkten (Österreich-Ungarn, Bayern) mit Repressionen unter dem Faschismus, darauf folgend der Zweite Weltkrieg. Durch Massenproduktion bis in die 1980er Jahre konnte sich die Weinwirtschaft konsolidieren. In den 1980er Jahren wurde im Südtiroler Weinbau eine Krise der damals geläufigen Vermarktungskanäle akut, insbesondere der Offenweinverkauf in Tanks in die Schweiz brach ein. Die Kellereien änderten daher ihre Absatzstrategie. Es wurden fortan mehr Qualitätsweine hergestellt; der reine Quantitätsgedanke trat in den Hintergrund. Entscheidend war in Südtirol für den Weinbau auch die auf das Jahr 1971 zurückgehende Eingrenzung und Aufwertung der Weinlagen mit der DOC-Regelung. Die Qualitätsproduktion, welche seit damals forciert wird, sowie die Abfüllung in die 0,75 l-Flasche steigerte das Renommee des Weinbaugebiets beträchtlich. Dies gilt vor allem in Italien für die Weißweine, aber zunehmend auch auf den internationalen Märkten.
Einen Überblick über Geschichte und traditionelle Techniken des lokalen Weinbaus bietet das Südtiroler Weinmuseum in Kaltern.

## DOC-Bestimmungen
Weiß-, Rosé- und Rotweine sowie Schaumweine aus dem gesamten Südtiroler Anbaugebiet können bei Einhaltung der DOC-Bestimmungen mit der Bezeichnung „Südtirol“ (italienisch „Alto Adige“) oder „Südtiroler“ (italienisch „dell’Alto Adige“) vermarktet werden. Zugelassen sind folgende Rebsorten:
| - Blauburgunder (Pinot nero) - Cabernet Franc - Cabernet Sauvignon - Chardonnay - Gewürztraminer (Traminer aromatico) - Goldmuskateller (Moscato giallo) - Grauvernatsch (Schiava grigia) | - Kerner - Lagrein - Merlot - Müller-Thurgau - Riesling - Rosenmuskateller (Moscato rosa) | - Ruländer (Pinot grigio) - Sauvignon - Sylvaner - Veltliner - Vernatsch (Schiava) - Weißburgunder (Pinot bianco) |

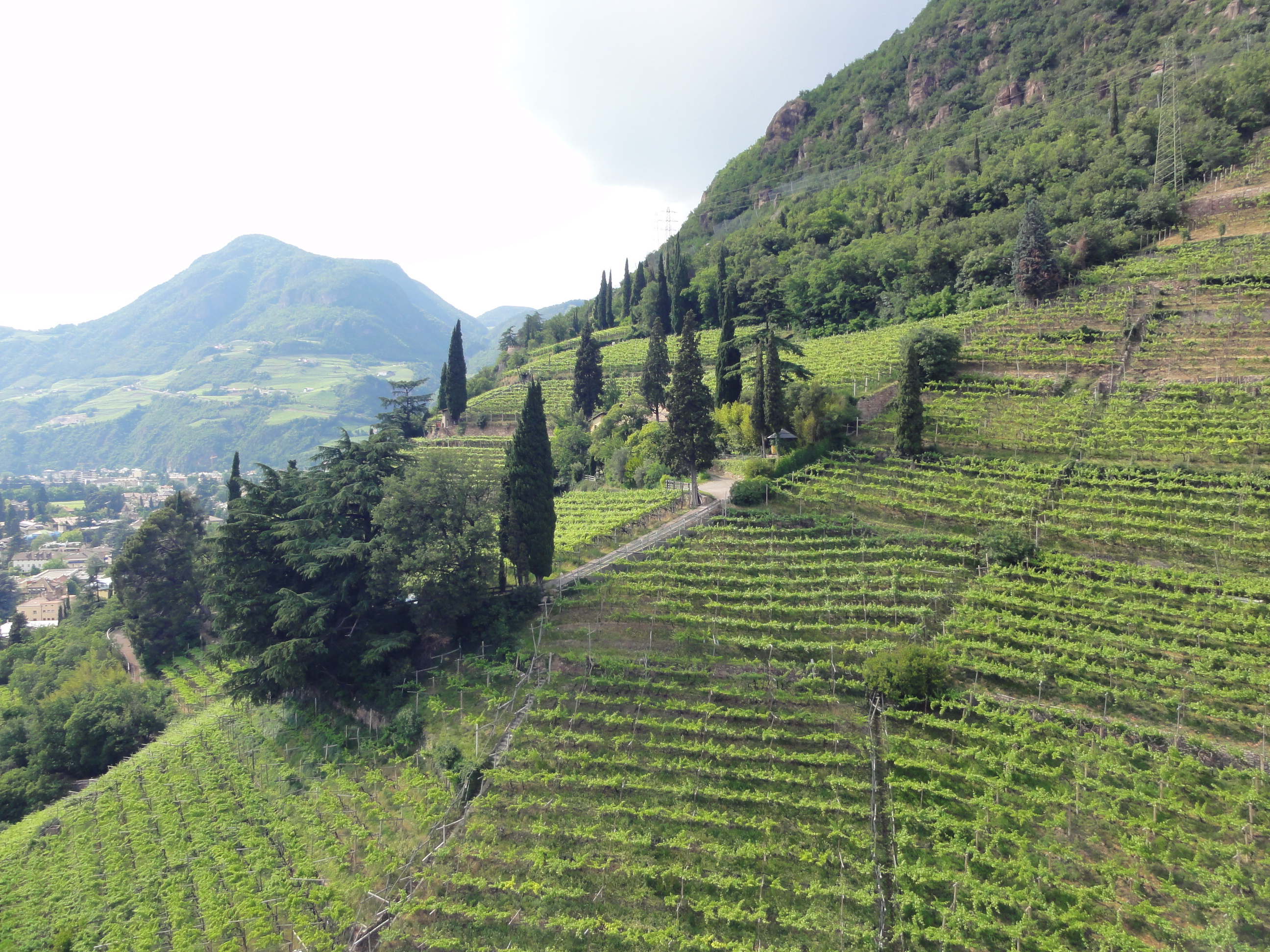
Rebanlagen bei Bozen – noch in der traditionellen Pergelerziehung

Scheint neben dem Zusatz „Südtirol“ oder „Südtiroler“ die Bezeichnung einer Rebsorte auf dem Etikett auf, muss der Wein zu mindestens 85 % aus der entsprechenden Sorte hergestellt worden sein. In einigen definierten Fällen können auch zwei Rebsorten angegeben sein. An reglementierten Prädikaten gibt es Passito, Spätlese (vendemmia tardiva) und Riserva.
Das Weinbaugebiet Südtirol enthält weiters sieben DOC-Unterregionen mit jeweils gesonderten Bestimmungen: Rund um die Stadt Meran befindet sich die Lage „Südtirol Meraner“, weiter westlich liegen die Rebhänge des „Südtirol Vinschgau“. In der Hügellandschaft des Überetsch und südlich davon breitet sich das Anbaugebiet „Südtirol Kalterersee“ aus, im mittleren Etschtal der „Südtirol Terlaner“. Im Eisacktal zwischen Vahrn und Völs befinden sich der „Südtirol Eisacktaler“, östlich der Stadt Bozen der „Südtirol Bozner Leiten“ und nördlich davon der „Südtirol St. Magdalener“.

## Anbau

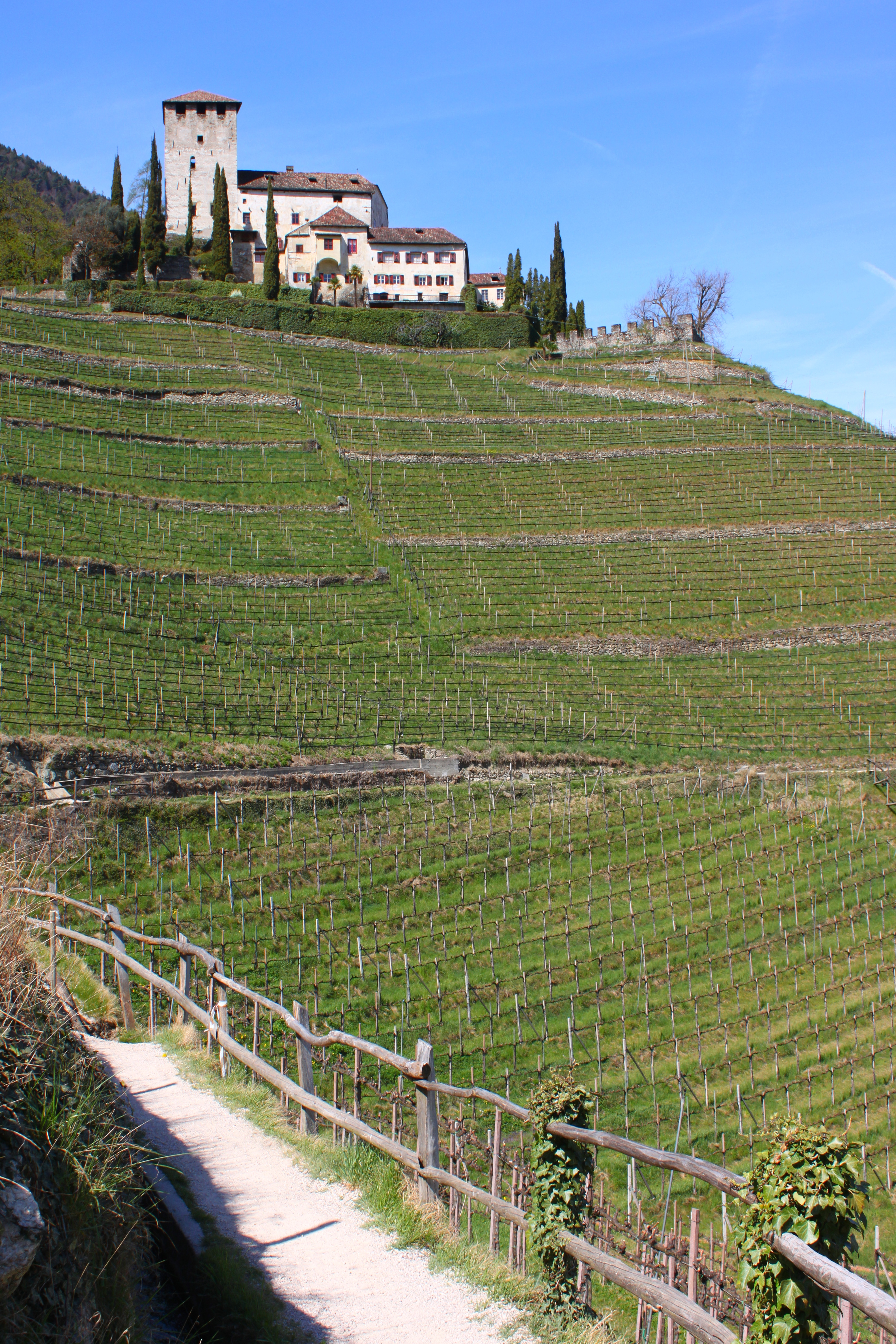
Weinberge bei Tscherms im Burggrafenamt

Mit umweltschonenden Anbaumethoden in den Weinbergen, oftmals durch Handarbeit in steilen Hanglagen, gewinnen die Südtiroler Winzer ihre Weintrauben. Der Mehraufwand dient sowohl der Qualität als auch dem Landschaftsschutz. Durch sogenannten „integrierten“ Weinbau unterstützen die Südtiroler Winzer die Widerstandskräfte der Trauben, schonen damit Nützlinge und begünstigen deren Ausbreitung. Strenge Ertragsbegrenzung und konsequente Umstellung von der klassischen Pergel- auf die moderne Drahtrahmenerziehung steigern die Qualität der Rebe.

### Weinbaugeschichtliches
- Gotthard Andergassen: Südtiroler Weinbau und Weinwirtschaft im Mittelalter. In: Südtirol in Wort und Bild, 49/2005, S. 7–14.
- Karl Theodor Hoeniger: Südtiroler Weinfibel. Ferrari-Auer, Bozen 1964.
- Matthias Ladurner-Parthanes: Vom Perglwerk zur Torggl. Athesia, Bozen 1972.
- Ivo Maran, Stefan Morandell: Vernatscher, Traminer, Kalterersee Wein. Neues aus Südtirols Weinbaugeschichte (= Schriften zur Weingeschichte, Nr. 188). Gesellschaft für Geschichte des Weines, Wiesbaden 2015 (Digitalisat).
- Josef Nössing: Bozens Weinhandel im Mittelalter und in der Neuzeit. In: Ferdinand Opll (Hrsg.): Stadt und Wein, R. Trauner, Linz 1996, S. 181–192.
- Helmuth Scartezzini, Roland Zwerger u. a.: Südtiroler Weinbaugeschichte. Vorträge anlässlich der Jahrestagung 2018 in Südtirol (= Schriften zur Weingeschichte, Nr. 194). Gesellschaft für Geschichte des Weines, Wiesbaden 2018 (Digitalisat).
- Barbara Stocker: Der Wein und seine Geschichte. In: Südtirol in Wort und Bild, 49/2005, S. 1–6.
- Herbert Taschler: Südtiroler Wein- und Kellerei-Geschichten. Von der Weinschwemme zur Qualitätsoffensive – 41 Kellermeister und Weinpioniere erzählen. Athesia, Bozen 2017, ISBN 978-88-6839-300-7.
- Roland Zwerger: Vom Weißen Lagrein über den „Weißterlinger“ zum Gewürztraminer. Kleine Südtiroler Sortengeschichte mit besonderer Berücksichtigung von Tramin. In: Der Schlern, 79/2005, S. 78–87.

### Guides
- Martin Kilchmann: Weine aus Südtirol. Müller Rüschlikon, Cham 1995, ISBN 3-275-01168-5.
- Jens Priewe unter Mitarbeit von Christoph Tscholl: Die Weine von Südtirol. Der Guide für Kenner und Genießer. Collection Rolf Heyne, München 2006, ISBN 3-89910-299-1.
- Konsortium Südtirolwein (Hrsg.): Wein in Südtirol. Geschichte und Gegenwart eines besonderen Weinlandes. Athesia, Bozen 2024, ISBN 978-88-6839-696-1.
- Falstaff-Weinguide: Österreich, Südtirol. Falstaff-Verlag, Wien (jährlich erscheinend).
- Vini d’Italia. Gambero Rosso, Rom (jährlich erscheinend).